# Cantone di Divion
Il Cantone di Divion era una divisione amministrativa dell'arrondissement di Béthune.
È stato soppresso a seguito della riforma complessiva dei cantoni del 2014, che è entrata in vigore con le elezioni dipartimentali del 2015.
Comprendeva i comuni di:
- Calonne-Ricouart
- Divion
- Marles-les-Mines